# Eugène Carrière
Eugène Carrière (Gournay-sur-Marne (Seine-et-Oise), 18 de gener de 1849 – París, 27 de març de 1906) fou un pintor simbolista i litògraf francès.
Deixeble d'Alexandre Cabanel, residí a París a partir de 1869. Tingueren renom les seves obres inspirades en el tema de la maternitat, i els seus retrats (Paul Verlaine, Alfons Daudet, Anatole France), quadres boirosos tractats sempre d'una manera literària. És conegut per la seva paleta monocromàtica de color marró. Era un amic de Rodin i la seva obra ha influït en Matisse i Picasso.

## Galeria

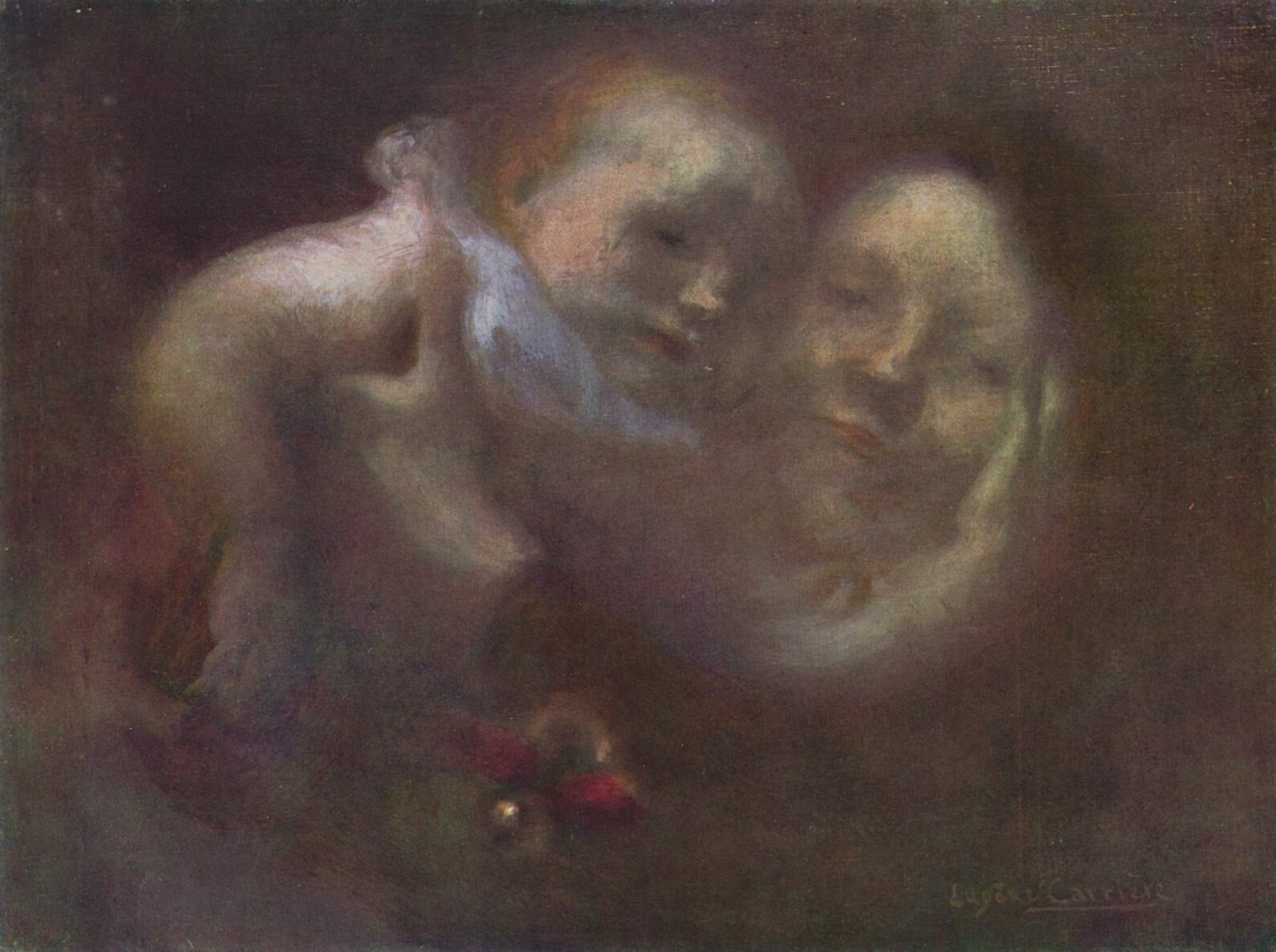
Maternitat (c. 1890)
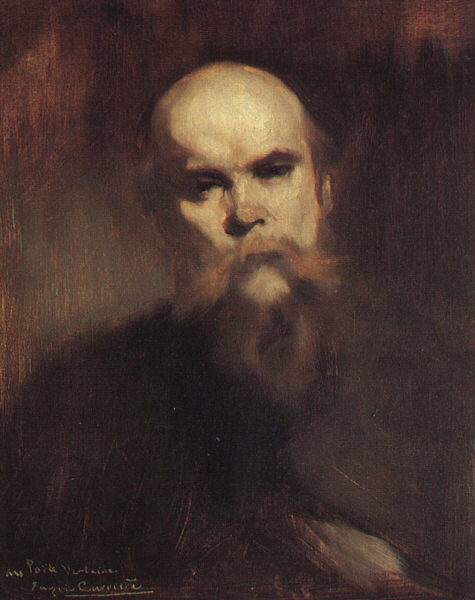
Retrat de Paul Verlaine (1890)
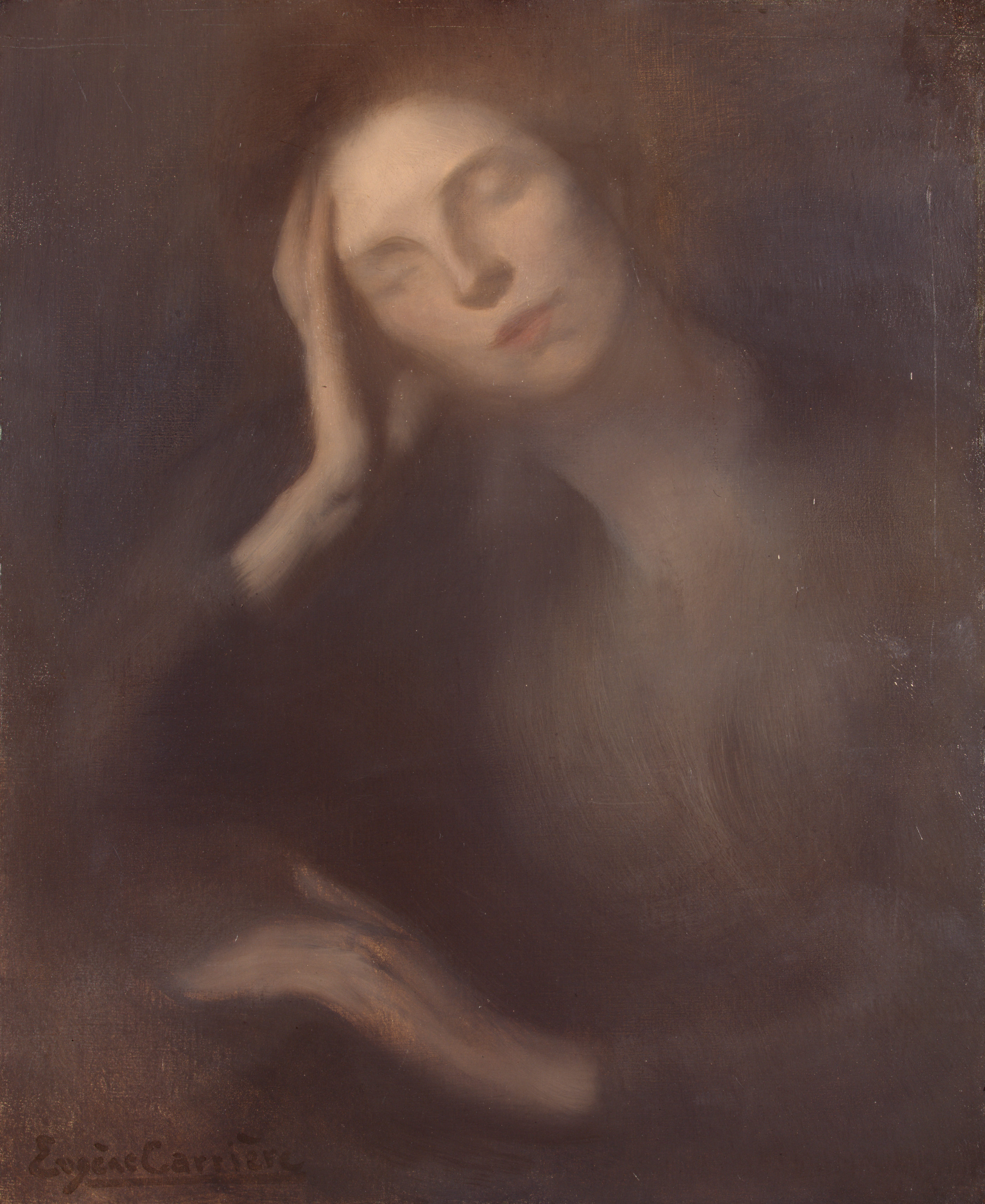
Femme accoudée à la table (1893)

## Biografies
Ha estat objecte de diverses publicacions recents:
- AAVV. Eugène Carrière 1849-1906, Musée de Strasbourg, éditions RMN.
- AAVV. Auguste Rodin / Eugène Carrière, Musée d'Orsay, Flammarion.
- AAVV. Eugène Carrière le peintre et son univers autour de 1900, éditions du Musée de Saint-Cloud.
- Valérie Bajou. Eugène Carrière, portrait intimiste, éditions Acatos.
- Émilie Cappella, Agnès Lauvinerie, Eduardo Leal de la Gala. Moi, Eugène Carrière, éditions Magellan.